# Monumento a la Batalla de Vitoria
El monumento a la Batalla de Vitoria, es un conjunto escultórico de gran tamaño realizado en piedra y bronce ubicado en la plaza de la Virgen Blanca de Vitoria, Álava, (País Vasco, España).

## Historia
La guerra de la Independencia se originó a partir del levantamiento en 1808 contra la presencia francesa en España. Esta ocupación, iniciada en 1807 con la excusa de llegar a Portugal, en el contexto de las guerras napoleónicas, fue favorecida por la crisis de la monarquía española y llegó a contar con unos 90000  soldados sobre territorio español.
El 21 de junio de 1813, la victoria en las cercanías de Vitoria de las tropas aliadas (compuestas por españoles, ingleses y portugueses), comandadas por el general Miguel Ricardo de Álava y el Duque de Wellington, fue el comienzo de la retirada definitiva de las tropas francesas de España y la devolución de la corona a Fernando VII, confirmada tras el tratado de Valençay de 1813. A principios del siglo XX, en España se conmemoraba el centenario de estos hechos, de ahí que se erigieran gran número de monumentos de todo tipo vinculados con aquel conflicto bélico.
La iniciativa para la construcción del monumento de Vitoria fue de las más tempranas y partió de una propuesta presentada en julio del mismo 1813, poco después de que tuviera lugar la batalla de Vitoria, por el diputado general de Álava Manuel de Aróstegui a las Cortes de Cádiz.

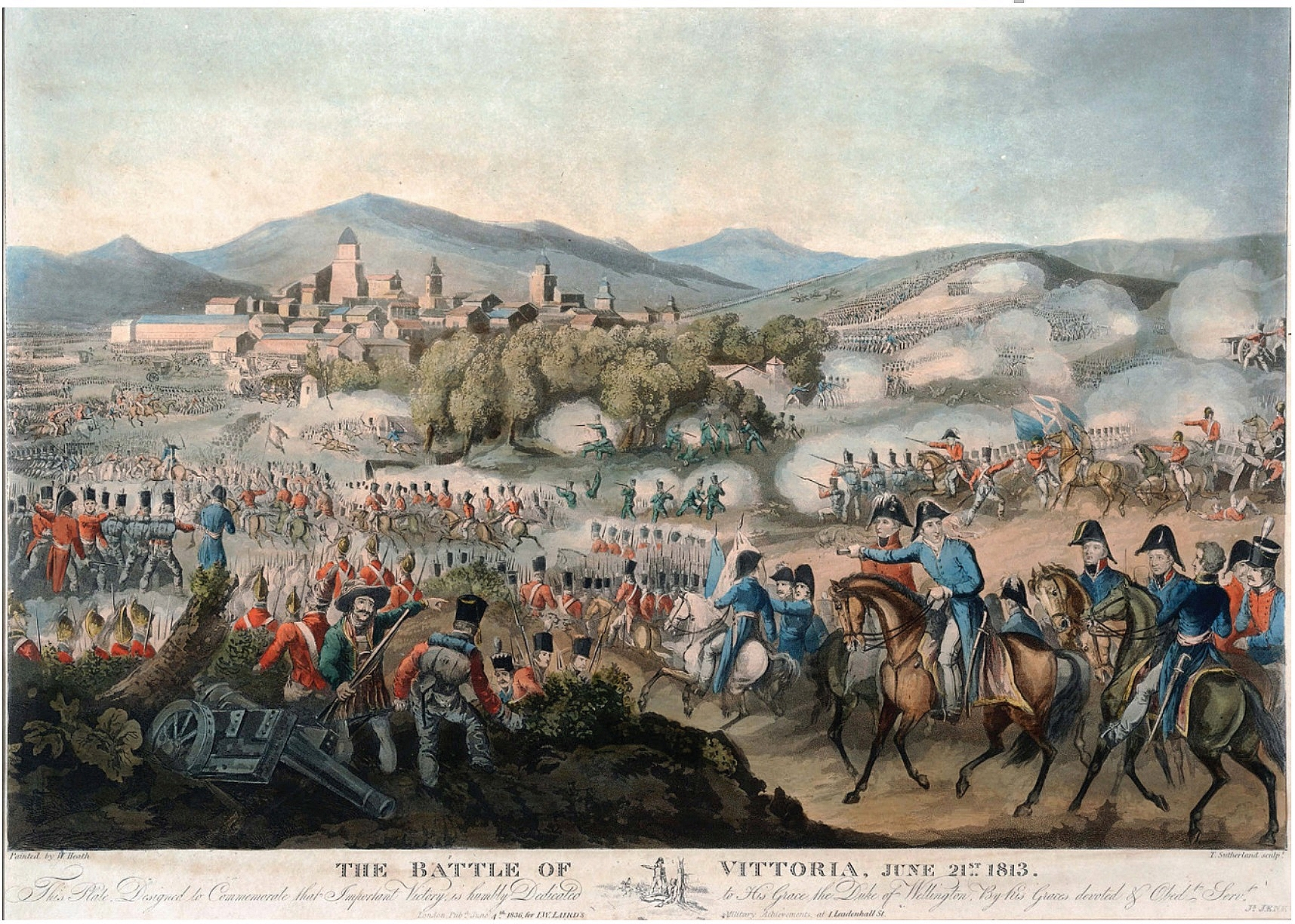
Batalla de Vitoria

Sin embargo, la propuesta no prosperó hasta casi un siglo después. En 1909 el entonces alcalde Pedro Ordoño presenta una moción para la construcción de un monumento que definitivamente puso en marcha la maquinaria administrativa para llevar adelante la obra. En julio de 1913 se organizó un concurso para su ejecución en cuyas bases no se imponía forma o estilo, sino únicamente la temática general (conmemoración de la victoria de las tropas aliadas frente al ejército francés), el emplazamiento en la plaza de la Virgen Blanca de la capital alavesa y la obligada y destacada presencia en el monumento de la figura del teniente general Miguel Ricardo de Álava. El concurso, cuyo resultado fue objeto de cierta polémica, lo ganó el escultor Gabriel Borrás y Abella.El proyecto representaba los hechos históricos sucedidos, sus protagonistas y varias figuras de carácter alegórico. Las obras se iniciaron en 1914 aunque la cimentación no comenzaría hasta 1914. Se acabó de construir en 1917, inaugurándose el 4 de agosto de ese año. La erección del monumento tuvo un coste aproximado de 90 000 pts.

## Descripción

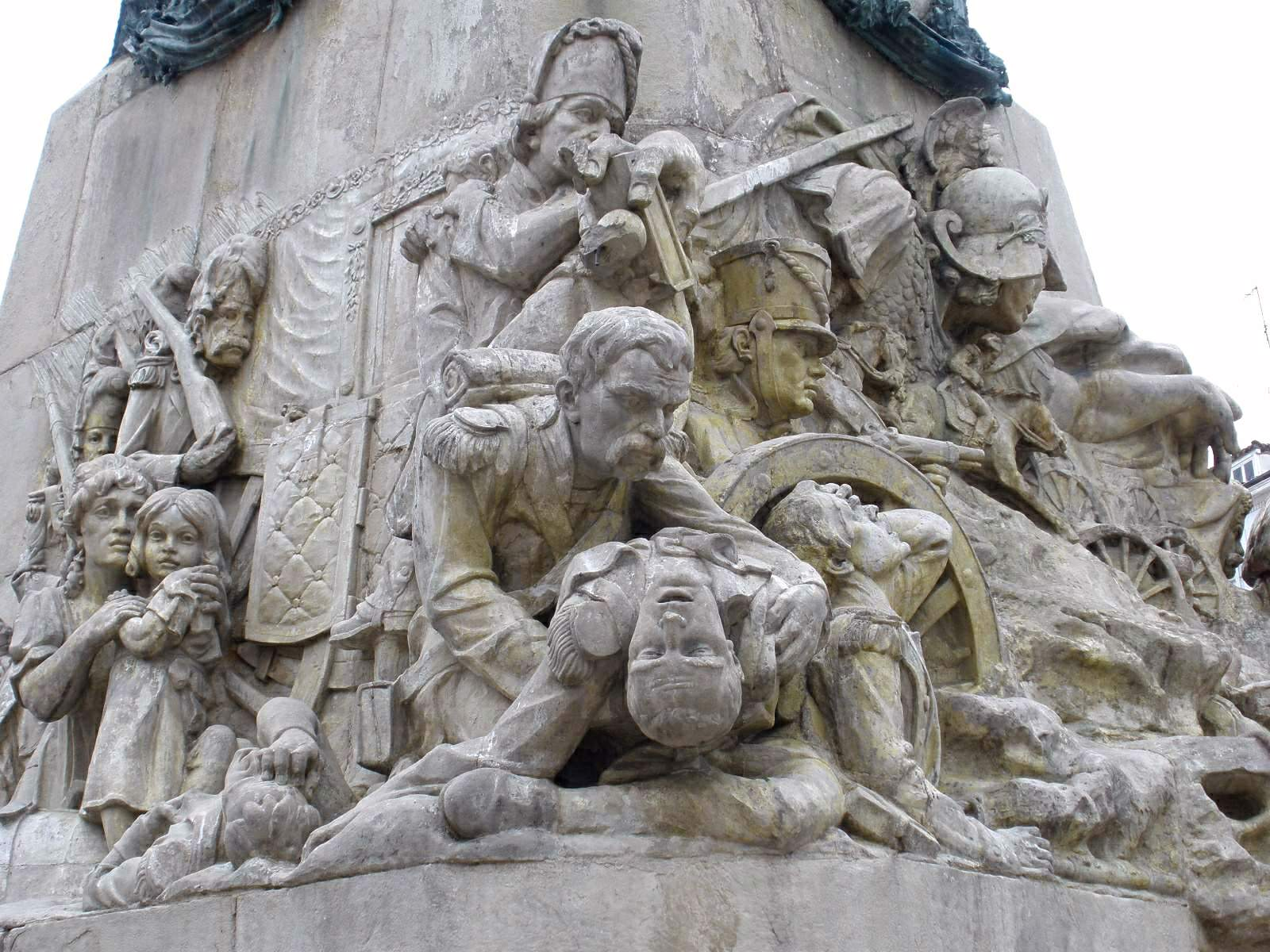
Detalle de las figuras en piedra

El monumento se divide en tres pisos que dan forma a un cuerpo troncopiramidal de sección cuadrangular. Los materiales empleados son el bronce (pisos medio y superior) y la piedra de Fontecha (piso inferior).

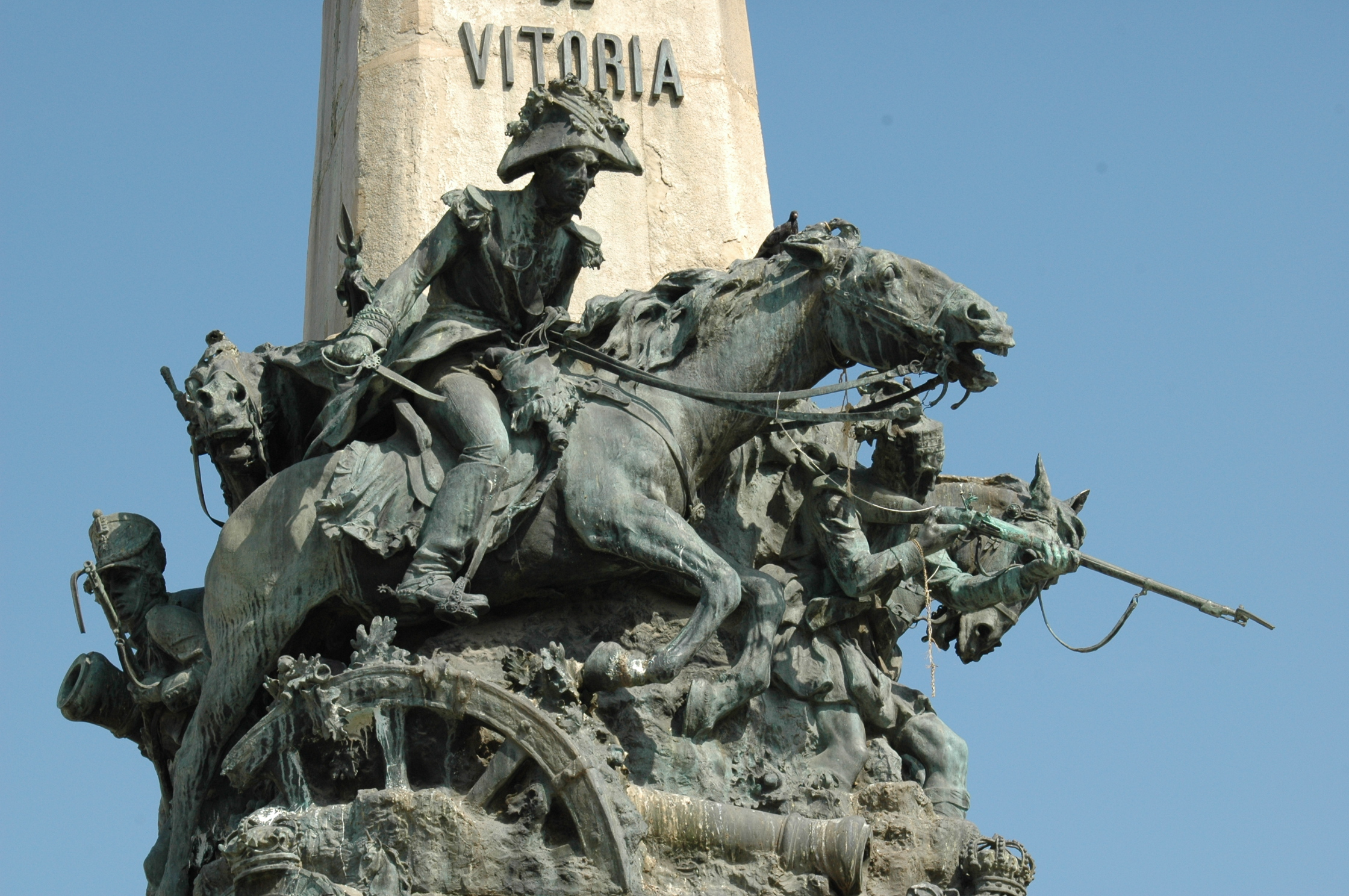
Detalle de las esculturas en bronce

En lo más alto del piso superior se ubica el grupo alegórico: La figura de la Victoria se alza sobre todo el conjunto. Más bajo, el león que representa al ejército aliado pisa con sus garras el águila napoleónica. Junto a ellos, un hombre que representa al pueblo rompe unas cadenas y es consolado por la Patria. Bajo este grupo puede leerse el lema del monumento: "A la batalla de Vitoria". En la parte central del monumento se observan varias figuras que representan a los aliados. Entre ellas destaca la del duque de Wellington a caballo junto a los escudos de los vencedores y el de la ciudad de Vitoria. En la parte inferior de este piso están los cañones y armas  de las tropas francesas arrojados a los pies de los vencedores. La parte baja del monumento está presidida por la figura a caballo del teniente general Miguel Ricardo de Álava, que es aclamado por las gentes de Vitoria. Distribuidas por las caras laterales se sitúan las figuras de los franceses derrotados, encabezados por José Bonaparte con una representación de Marte, el dios de la Guerra.

## Consideración artística y estado de conservación
En los monumentos que se levantaron en las últimas décadas del siglo XIX y en la primera del XX, prevaleció en la mayoría de las ocasiones un estilo realista, historicista y ecléctico. El academicismo se había instalado en los círculos encargados de aprobar los proyectos y éstos solían atenerse al gusto imperante. El monumento a la Batalla de Vitoria es un claro exponente de estas tendencias y tiene características comunes con otros de la época como el monumento a los Sitios de Zaragoza de Agustín Querol, en la capital aragonesa, o el monumento a Daoíz y Velarde de Aniceto Marinas, en Segovia.
Gabriel Borrás Abella (1875-1943) fue un reconocido y premiado artista que se formó en la órbita de la Academia de San Carlos en Valencia y en la de San Fernando en Madrid. Borrás mantuvo una estrecha vinculación profesional y personal con Mariano Benlliure, una de las grandes figuras de la escultura monumental. 
Las características de la piedra empleada en su construcción, algunas intervenciones de restauración inadecuadas y el vandalismo sufrido en varias ocasiones han hecho que el delicado estado de conservación de algunas partes del monumento haga necesaria una intervención integral. Para ello, en 2024 el Ayuntamiento de Vitoria-Gasteiz encargó un estudio científico con vistas a su futuro tratamiento de restauración.
Aunque la Asociación Histórica Vitoria 1813, defensora del monumento y su ubicaciónsolicitó en 2024 la declaración del monumento como Bien de Interés Cultural, el Gobierno Vasco emitió en enero de 2025 un informe denegando dicha solicitud porque a su juicio la obra no presenta las características que le hagan merecedora de protección cultural especial al amparo de la Ley 6/2019, de 9 de mayo, de Patrimonio Cultural Vasco e incluso duda de la idoneidad de su ubicación.